# Нове (Ніжинський район)
Нове —  селище в Україні, у Дмитрівській селищній громаді, Ніжинського району, Чернігівської області. До 2020 року село належало до Рубанської сільської ради. Населення становить 15 осіб (2015 рік).

## Населення

### Мова
Розподіл населення за рідною мовою за даними перепису 2001 року:
| Мова       | Кількість | Відсоток |
| ---------- | --------- | -------- |
| українська | 54        | 98.18%   |
| російська  | 1         | 1.82%    |
| Усього     | 55        | 100%     |

## Історія
Засновано як господарський пункт Парафіївського цукрового заводу після Другої світової війни на території Рубанської сільської ради. 
Парафіївський цукровий завод вербував на роботу селян із навколишніх колгоспів Бахмацького та Ічнянського районів, приписуючи їх до так званого «совхозу» (звідси поширене ім'я мешканців селища — «совхозяни», або «совхозькі»).

## Сучасний стан
Після зупинки Парафіївського цукрового заводу у 1990-х роках селище фактично переходить на натуральний спосіб життя, посилилася еміграція. 
До 2006 року у селищі ще мешкало 55 осіб. Тепер постійних мешканців три-чотири родини, але прописано не менше 20 осіб. Потенційно жилих будинків до 25. Власного цвинтаря ніколи не було, ховають у Рубанці. Храмове свято на теплого Миколи (22 травня). 
До селища прокладено асфальтову дорогу. 